# アメリカン・ラビットの冒険
『アメリカン・ラビットの冒険』（原題：The Adventures of the American Rabbit）は、1986年のアメリカ・イギリス・日本のアニメーション映画。
監督はフレッド・ウルフ、西沢信孝映画の出演は、ボブ・アルボガスト、パット・フラリー、バリー・ゴードン、ボブ・ホルト、ケネス・マース、ロレンツォ・ミュージック、ローリー・オブライエン、ハル・スミス、ルシー・テイラー。

## あらすじ
ロブ・ラビットは、運命の良い穏やかなマナーのあるウサギです。 トラブルが発生したときはいつでも、彼がしなければならないのは、星条旗のスーパーヒーロー、アメリカンラビットに変わるためにスプリントすることだけです。 大都会に引っ越して、彼はジャッカルのギャングと彼らのみかじめ料によって嫌がらせを受けているナイトクラブでピアノ奏者としての仕事を見つけます。 彼らに対抗するために資金を調達するためにツアーに行くと、彼らはギャングによって絶えず脅かされています。 これに対して、アメリカのウサギは彼らを保護し、悪の勢力を止めるために彼のすべての力を使わなければなりません。

## キャスト
- アメリカン・ラビット/ロブ/パンク・ジャッカル - バリー・ゴードン
- バニー・オヘア - ローリー・オブライエン
- テディ/ペンギン2 - ボブ・アルボガスト
- ウォルト - ケネス・マース
- ティニ・ミーニー - パット・フラリー
- ロブの母 - ルシー・テイラー
- ピンポン - ロレンツォ・ミュージック

日本語吹き替え版
- ロブ - 富山敬
- ロブの母 - 滝沢英行
- ロブの父 - 緒方賢一
- 老女ウサギ - 竹口安芸子
- バニー - 横尾まり
- テオ - 嶋俊介

## 製作
ムラカミ・ウルフ・スウェンソン（現在のフレッド・ウルフ・フィルムズ・ダブリン）と東映アニメーションのアメリカと日本の共同制作である「アメリカン・ラビットの冒険」は、ポップアーティストのスチュワート・モスコウィッツが作成した同名のポスターキャラクターに基づいています。アーティストのキャラクターは多くの主要な日本企業のマスコットとして採用されたため、この映画は日本の投資家から支持され、前述の東映アニメーションが参加しました。 伝説のアニメーター、荒木伸吾が映画に取り組んでいるアニメーションスタッフの一人でした。 脚本は、ABCテレビ映画The Point！のノーマンレンザーによって書かれました。

## キャスト
- アメリカン・ラビットの冒険 - allcinema
- The Adventures of the American Rabbit - IMDb（英語）
- The Adventures of the American Rabbit - Rotten Tomatoes（英語）
- The Adventures of the American Rabbit - ウェイバックマシン（2021年4月11日アーカイブ分） - TCM Movie Database
- The Adventures of the American Rabbit - オールムービー（英語）